# AFL - Division IV 2016
La AFL Division IV 2016 è stata la 2ª edizione del campionato di football americano di quinto livello, organizzato dalla AFBÖ.

## Squadre partecipanti
| Club                    | Città                  | Stadio | Sponsor ufficiale | Risultato nella stagione 2016 |
| ----------------------- | ---------------------- | ------ | ----------------- | ----------------------------- |
| Air Force Hawks         | Tulln an der Donau     |        |                   |                               |
| Carinthian Eagles       | Villaco                |        |                   |                               |
| Carnuntum Legionaries   | Bruck an der Leitha    |        |                   |                               |
| Cineplexx Blue Devils 2 | Hohenems               |        |                   |                               |
| Pannonia Eagles         | Baumgarten             |        |                   |                               |
| Pongau Ravens           | Sankt Johann im Pongau |        |                   |                               |
| Salzburg Ducks 2        | Salisburgo             |        |                   |                               |
| Styrian Hurricanes      | Stallhofen             |        | Peicher - US cars |                               |
| Traun Steelsharks 2     | Traun                  |        |                   |                               |
| Vikings Super Seniors   | Vienna                 |        |                   |                               |
| Wörgl Warriors          | Wörgl                  |        |                   |                               |

## Stagione regolare

### Calendario

#### 1ª giornata
| 20 marzo 2016 | Cineplexx Blue Devils 2 | 8 – 29 | Traun Steelsharks 2 |  |

#### 2ª giornata
| 2 aprile 2016 | Styrian Hurricanes | 48 – 0 (27-0 8-0 7-0 6-0) | Air Force Hawks |  |

| 2 aprile 2016 | Vikings Super Seniors | 0 – 41 (0-0 0-27 0-0 014) | Pannonia Eagles |  |

| 3 aprile 2016 | Salzburg Ducks 2 | 20 – 6 (0-6 13-0 0-0 7-0) | Wörgl Warriors |  |

| 3 aprile 2016 | Carinthian Eagles | 44 – 7 (14-7 6-0 18-0 6-0) | Pongau Ravens | (350 spett.) |

#### 3ª giornata
| 16 aprile 2016 | Wörgl Warriors | 27 – 0 (7-0 0-0 14-0 6-0) | Cineplexx Blue Devils 2 |  |

| 16 aprile 2016 | Traun Steelsharks 2 | 52 – 13 (15-0 14-7 16-6 7-0) | Salzburg Ducks 2 |  |

| 16 aprile 2016 | Air Force Hawks | 8 – 10 (0-7 0-3 8-0 0-0) | Vikings Super Seniors |  |

#### 4ª giornata
| 23 aprile 2016 | Vikings Super Seniors | 0 – 42 (0-7 0-14 0-14 0-7) | Styrian Hurricanes |  |

| 23 aprile 2016 | Pongau Ravens | 7 – 22 (7-0 0-22 0-0 0-0) | Carinthian Eagles |  |

| 23 aprile 2016 | Carnuntum Legionaries | 19 – 20 (13-6 0-0 0-14 6-0) | Air Force Hawks |  |

#### 5ª giornata
| 30 aprile 2016 | Styrian Hurricanes | 18 – 14 (0-8 3-0 8-0 7-6) | Pannonia Eagles |  |

#### 6ª giornata
| 7 maggio 2016 | Pongau Ravens | 19 – 13 (0-7 12-0 7-6 0-0) | Salzburg Ducks 2 |  |

| 7 maggio 2016 | Air Force Hawks | 14 – 27 (0-7 8-14 6-6 0-0) | Carnuntum Legionaries |  |

| 7 maggio 2016 | Traun Steelsharks 2 | 38 – 0 (10-0 14-0 14-0 0-0) | Wörgl Warriors |  |

#### 7ª giornata
| 14 maggio 2016 | Carnuntum Legionaries | 0 – 49 (0-7 0-14 0-7 0-21) | Styrian Hurricanes |  |

| 15 maggio 2016 | Pannonia Eagles | 41 – 0 (0-0 14-0 13-0 14-0) | Vikings Super Seniors |  |

| 16 maggio 2016 | Salzburg Ducks 2 | 7 – 37 (0-23 7-7 0-7 0-0) | Traun Steelsharks 2 |  |

#### 8ª giornata
| 21 maggio 2016 | Wörgl Warriors | 14 – 46 (7-6 0-6 0-6 7-28) | Carinthian Eagles |  |

| 22 maggio 2016 | Cineplexx Blue Devils 2 | 0 – 35 (a tavolino) | Pongau Ravens |  |

#### 9ª giornata
| 28 maggio 2016 | Vikings Super Seniors | 7 – 9 (0-0 0-3 0-6 7-0) | Air Force Hawks |  |

| 29 maggio 2016 | Styrian Hurricanes | 40 – 0 | Carnuntum Legionaries |  |

#### 10ª giornata
| 4 giugno 2016 | Traun Steelsharks 2 | 0 – 42 (0-14 0-14 0-8 0-6) | Carinthian Eagles |  |

| 4 giugno 2016 | Wörgl Warriors | 7 – 9 (0-0 0-6 0-0 7-3) | Pongau Ravens |  |

| 5 giugno 2016 | Salzburg Ducks 2 | 35 – 0 (a tavolino) | Cineplexx Blue Devils 2 |  |

| 5 giugno 2016 | Pannonia Eagles | 48 – 0 (14-0 7-0 13-0 14-0) | Carnuntum Legionaries |  |

#### 11ª giornata
| 12 giugno 2016 | Air Force Hawks | 0 – 46 | Pannonia Eagles |  |

#### 12ª giornata
| 18 giugno 2016 | Cineplexx Blue Devils 2 | 0 – 35 (a tavolino) | Wörgl Warriors |  |

| 18 giugno 2016 | Pongau Ravens | 0 – 28 (0-7 0-7 0-14 0-0) | Traun Steelsharks 2 |  |

| 18 giugno 2016 | Carnuntum Legionaries | 12 – 19 (d.t.s.) (0-0 12-0 0-12 0-0 0-7) | Vikings Super Seniors |  |

| 19 giugno 2016 | Pannonia Eagles | 6 – 38 (6-7 0-10 0-7 0-14) | Styrian Hurricanes |  |

| 19 giugno 2016 | Carinthian Eagles | 35 – 0 (a tavolino) | Salzburg Ducks 2 |  |

#### 13ª giornata
| 26 giugno 2016 | Carinthian Eagles | 35 – 0 (a tavolino) | Cineplexx Blue Devils 2 |  |

### Classifica
La classifica della regular season è la seguente:
- PCT = percentuale di vittorie, G = partite giocate, V = partite vinte,  P = partite perse, PF = punti fatti, PS = punti subiti

#### Conference A
| Pos. | Squadra                 | PCT   | G | V | N | P | PF  | PS  |
| ---- | ----------------------- | ----- | - | - | - | - | --- | --- |
| 1    | Carinthian Eagles       | 1.000 | 6 | 6 | 0 | 0 | 224 | 28  |
| 2    | Traun Steelsharks 2     | .833  | 6 | 5 | 0 | 1 | 184 | 70  |
| 3    | Pongau Ravens           | .500  | 6 | 3 | 0 | 3 | 77  | 114 |
| 4    | Salzburg Ducks 2        | .333  | 6 | 2 | 0 | 4 | 88  | 149 |
| 5    | Wörgl Warriors          | .333  | 6 | 2 | 0 | 4 | 89  | 113 |
| 6    | Cineplexx Blue Devils 2 | .000  | 6 | 0 | 0 | 6 | 8   | 196 |

#### Conference B
| Pos. | Squadra               | PCT   | G | V | N | P | PF  | PS  |
| ---- | --------------------- | ----- | - | - | - | - | --- | --- |
| 1    | Styrian Hurricanes    | 1.000 | 6 | 6 | 0 | 0 | 235 | 20  |
| 2    | Pannonia Eagles       | .667  | 6 | 4 | 0 | 2 | 196 | 56  |
| 3    | Air Force Hawks       | .333  | 6 | 2 | 0 | 4 | 51  | 157 |
| 4    | Vikings Super Seniors | .333  | 6 | 2 | 0 | 4 | 36  | 153 |
| 5    | Carnuntum Legionaries | .167  | 6 | 1 | 0 | 5 | 58  | 190 |

## Playoff

### Tabellone
|  | Semifinali | Semifinali          | Semifinali |                    |    | II Mission Bowl | II Mission Bowl | II Mission Bowl |  |
|  |            |                     |            |                    |    |                 |                 |                 |  |
|  | 1A         | Carinthian Eagles   | 12         |                    |    |                 |                 |                 |  |
|  | 1A         | Carinthian Eagles   | 12         |                    |    |                 |                 |                 |  |
|  | 2B         | Pannonia Eagles     | 16         |                    |    |                 |                 |                 |  |
|  | 2B         | Pannonia Eagles     | 16         |                    | 2B | Pannonia Eagles | 13              |                 |  |
|  |            |                     |            |                    | 2B | Pannonia Eagles | 13              |                 |  |
|  |            |                     | 1B         | Styrian Hurricanes | 24 |                 |                 |                 |  |
|  | 1B         | Styrian Hurricanes  | 1B         | Styrian Hurricanes | 24 | 41              |                 |                 |  |
|  | 1B         | Styrian Hurricanes  |            |                    |    |                 |                 |                 |  |
|  | 2A         | Traun Steelsharks 2 | 12         |                    |    |                 |                 |                 |  |

### Semifinali
| 2 luglio 2016 | Styrian Hurricanes | 41 – 12 (6-6 21-0 7-0 7-6) | Traun Steelsharks 2 | (300 spett.) |

| 3 luglio 2016, ore 19:30 | Carinthian Eagles | 12 – 16 | Pannonia Eagles |  |

### II Mission Bowl
| 16 luglio 2016 | Styrian Hurricanes | 24 – 13 (7-7 7-0 10-0 0-6) | Pannonia Eagles | (450 spett.) |

## Verdetti
- Styrian Hurricanes Vincitori dell'AFL Division IV 2016